# Mestosoma myrmekurum
Mestosoma myrmekurum är en mångfotingart som först beskrevs av Carl Graf Attems 1898.  Mestosoma myrmekurum ingår i släktet Mestosoma och familjen orangeridubbelfotingar. Inga underarter finns listade i Catalogue of Life.